# 류경완
류경완(柳炅完, 1966년 3월 1일, 경상남도 남해군 상주면 ~ )은 대한민국의 제10·11ㆍ12대 경상남도의원이다.

## 학력
- 진주중앙중학교 졸업
- 남해고등학교 졸업
- 경상대학교 경영학과 졸업

## 경력
- 남해신문 논설위원
- 남해청년회 회원
- 남해사랑청년회 초대회장
- 남해자치분권연대 집행위원장
- 교육운영위원회 남해군협의회 회장
- 고운재한옥팬션 대표
- 2017.04 ~ 2018.06 제10대 경상남도의회 의원
  - 2017.04 ~ 2018.06 제10대 경상남도의회 후반기 경제환경위원회 위원
  - 2017.04 ~ 2018.06 제10대 경상남도의회 후반기 예산결산특별위원회 위원
- 2017.09.27 더불어민주당 입당
- 2018.07 ~ 2022.06 제11대 경상남도의회 의원
  - 2018.07 ~ 2020.07 제11대 경상남도의회 전반기 경제환경위원회 위원
  - 2018.07 ~ 2020.07 제11대 경상남도의회 전반기 의회운영위원회 부위원장
  - 2018.07 ~ 2020.07 제11대 경상남도의회 전반기 보건복지환경위원회 위원
  - 2018.07 ~ 2020.07 제11대 경상남도의회 전반기 더불어민주당 원내대표
- 2020.07 ~ 2022.06 제11대 경상남도의회 후반기 경제환경위원회 위원
  - 2020.07 ~ 2022.06 제11대 경상남도의회 후반기 예산결산특별위원회 위원
- 자치분권개헌 경남본부 공동대표
- 2022.07 ~ 제12대 경상남도의회 의원
  - 2022.07 ~ 제12대 경상남도의회 전반기 농해양수산위원회 위원

## 역대 선거 결과
|  | 38.85% |

|  | 41.67% |

|  | 51.15% |

|  | 56.84% |

|  | 50.73% |